# COP .357
La COP .357 és una pistola tipus Derringer de quatre canons, que empra el poderós cartutx .357 Magnum. Aquesta pistola amb disparador de doble acció és gairebé el doble d'ampla i substancialment més pesada que una pistola semiautomàtica de 6,35 mm, encara que la seva grandària relativament compacta i potent cartutx fan que sigui una bona elecció com a arma de defensa personal o de reserva policial.

## Construcció i operació de la COP .357

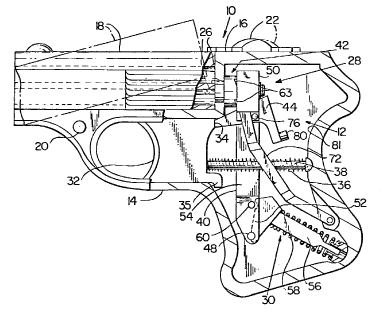
Dibuix de la Patent dels Estats Units 4,407,085, mostrant el mecanisme de la COP .357.

La COP .357 té un disseny i una construcció bastant robusts. Les seves peces són d'acer inoxidable massís. Els cartutxos són carregats en les quatre recambres separades en lliscar una reguarda que fa bascular el conjunt de canons pel seu recarrega. Cada canó té el seu propi percussor. Fa servir un martell intern, que és activat en estrènyer el disparador i copeja un percussor rotatiu que copeja un percussor alhora. La COP .357 funciona de forma similar al pimentero Sharps de cartutxos de percussió anul·lar de la dècada de 1850, en utilitzar un percussor rotatiu intern, que dispara en sèrie cada canó.
Dues queixes freqüents sobre la COP.357 són que és molt pesada per usar-se com a arma de reserva i que el seu disparador és molt pesat d'estrènyer quan es vol disparar amb rapidesa, sent més pesat que el disparador de la majoria de les pistoles modernes.

## Història i producció
Va ser dissenyada per Robert Hillberg, basat en el seu anterior treball amb l'Arma per a Insurgents Hillberg. Va ser fabricada per la desapareguda empresa COP Inc. de Torrance, Califòrnia (COP és l'acrònim de Compact Off-Duty Police). En 1990 va ser fabricada per un breu període per l'American Derringer.
També es va fabricar una versió que disparava el cartutx.22 Màgnum.